# خانه نادری
خانه نادری  مربوط به دوره قاجار است و در بم، سه راه باغ جعفری، کنارمخابرات قدیم واقع شده و این اثر در تاریخ ۱۱ مهر ۱۳۵۶ با شمارهٔ ثبت ۱۴۹۶ به‌عنوان یکی از آثار ملی ایران به ثبت رسیده است.